# Indy NXT 2025
Navigation
2024 2026
L'Indy NXT Firestone Series 2025, aussi connu sous le nom de Indy NXT 2025, est la 39e édition du championnat de course automobile monoplace Indy NXT et la 23e sous l'égide d'IndyCar. Servant de principale série de soutien au championnat IndyCar, c'est la troisième année que le championnat se court sous le nom d'Indy NXT depuis son acquisition en 2022 par Penske Entertainment, propriétaire de l'IndyCar Series.

## Ecuries et pilotes
| Ecurie                           | No. | Pilotes              | Status | Manches        |
| -------------------------------- | --- | -------------------- | ------ | -------------- |
| Abel Motorsports                 | 17  | Callum Hedge         |        | Toutes         |
| Abel Motorsports                 | 48  | Jordan Missig        |        | Toutes         |
| Abel Motorsports                 | TBA | TBA                  |        | TBC            |
| Abel Motorsports avec Force Indy | 99  | Myles Rowe           |        | Toutes         |
| Andretti Global                  | 26  | Lochie Hughes        | R      | Toutes         |
| Andretti Global                  | 27  | Salvador de Alba     |        | Toutes         |
| Andretti Global                  | 28  | Dennis Hauger        | R      | Toutes         |
| Andretti Global                  | 29  | James Roe Jr.        |        | Toutes         |
| Andretti Cape Indy NXT           | 2   | Sebastian Murray     | R      | Toutes         |
| Andretti Cape Indy NXT           | 3   | Ricardo Escotto      |        | 1-9            |
| Andretti Cape Indy NXT           | 3   | Michael d'Orlando    |        | 12-14          |
| Chip Ganassi Racing              | 9   | Jonathan Browne      |        | 1              |
| Chip Ganassi Racing              | 9   | Bryce Aron           |        | 2-14           |
| Chip Ganassi Racing              | 10  | Niels Koolen         |        | Toutes         |
| HMD Motorsports                  | 11  | Nolan Allaer         |        | Toutes         |
| HMD Motorsports                  | 14  | Josh Pierson         |        | Toutes         |
| HMD Motorsports                  | 16  | Tommy Smith          | R      | Toutes         |
| HMD Motorsports                  | 18  | Nikita Johnson       | R      | 1, 3–4, 14     |
| HMD Motorsports                  | 18  | Max Taylor           | R      | 2, 5, 9–11, 13 |
| HMD Motorsports                  | 24  | Evagoras Papasavvas' | R      | 2-4, 7-8       |
| HMD Motorsports                  | 24  | Sophia Flörsch       | R      | 1              |
| HMD Motorsports                  | 24  | Davey Hamilton Jr.   |        | 6, 9           |
| HMD Motorsports                  | 24  | Nicholas Monteiro    | R      | 12             |
| HMD Motorsports                  | 30  | Liam Sceats          | R      | 1-5, 7, 10-11  |
| HMD Motorsports                  | 38  | Hailie Deegan        | R      | Toutes         |
| HMD Motorsports                  | 39  | Bryce Aron           |        | 1              |
| HMD Motorsports                  | 39  | Juan Manuel Correa   | R      | 3-6, 8-12      |
| HMD Motorsports                  | 76  | Caio Collet          |        | Toutes         |
| Miller Vinatieri Racing          | 40  | Jack William Miller  |        | Toutes         |

| Icon | Status                              |
| ---- | ----------------------------------- |
| R    | Pilotes débutants dans la catégorie |

## Calendrier
| Rd. | Date      | Race name                                          | Track                                     | Location                |
| --- | --------- | -------------------------------------------------- | ----------------------------------------- | ----------------------- |
| 1   | March 2   | Indy NXT by Firestone Grand Prix of St. Petersburg | R Streets of St. Petersburg               | St. Petersburg, Floride |
| 2   | May 4     | Indy NXT by Firestone Grand Prix of Alabama        | R Barber Motorsports Park                 | Birmingham, Alabama     |
| 3   | May 9     | Indy NXT by Firestone Indianapolis Grand Prix      | R Indianapolis Motor Speedway Road Course | Speedway, Indiana       |
| 4   | May 10    | Indy NXT by Firestone Indianapolis Grand Prix      | R Indianapolis Motor Speedway Road Course | Speedway, Indiana       |
| 5   | June 1    | Indy NXT by Firestone Detroit Grand Prix           | R Detroit Street Circuit                  | Détroit, Michigan       |
| 6   | June 15   | Indy NXT by Firestone Outfront Showdown            | O World Wide Technology Raceway           | Madison, Illinois       |
| 7   | June 22   | Indy NXT by Firestone Grand Prix at Road America   | R Road America                            | Elkhart Lake, Wisconsin |
| 8   | July 6    | Indy NXT by Firestone Grand Prix at Mid-Ohio       | R Mid-Ohio Sports Car Course              | Lexington, Ohio         |
| 9   | July 12   | Indy NXT by Firestone Iowa 100                     | O Iowa Speedway                           | Newton, Iowa            |
| 10  | July 26   | Indy NXT by Firestone Grand Prix of Monterey       | R WeatherTech Raceway Laguna Seca         | Monterey, Californie    |
| 11  | July 27   | Indy NXT by Firestone Grand Prix of Monterey       | R WeatherTech Raceway Laguna Seca         | Monterey, Californie    |
| 12  | August 10 | Indy NXT by Firestone Grand Prix of Portland       | R Portland International Raceway          | Portland, Oregon        |
| 13  | August 24 | Indy NXT by Firestone Milwaukee 100                | O Milwaukee Mile                          | West Allis, Wisconsin   |
| 14  | August 31 | Indy NXT by Firestone Music City 100               | O Nashville Superspeedway                 | Lebanon, Tennessee      |

## Résultats
| Rd. | Course         | Pole Position | Meilleur tour | + de tours en tête | Vainqueur     |
| --- | -------------- | ------------- | ------------- | ------------------ | ------------- |
| 1   | St. Petersburg | Dennis Hauger | Dennis Hauger | Dennis Hauger      | Dennis Hauger |
| 2   | Alabama        | Dennis Hauger | Dennis Hauger | Dennis Hauger      | Dennis Hauger |
| 3   | Indianapolis   | Lochie Hughes | Lochie Hughes | Lochie Hughes      | Lochie Hughes |
| 4   | Indianapolis   | Lochie Hughes | Josh Pierson  | Dennis Hauger      | Dennis Hauger |
| 5   | Détroit        | Dennis Hauger | Lochie Hughes | Dennis Hauger      | Dennis Hauger |
| 6   | Gateway        | Dennis Hauger | Caio Collet   | Caio Collet        | Lochie Hughes |
| 7   | Elkhart Lake   | Dennis Hauger | Caio Collet   | Dennis Hauger      | Caio Collet   |
| 8   | Mid-Ohio       | Dennis Hauger | Caio Collet   | Dennis Hauger      | Dennis Hauger |
| 9   | Iowa           | Dennis Hauger | Dennis Hauger | Dennis Hauger      | Myles Rowe    |
| 10  | Monterey       | Caio Collet   | Dennis Hauger | Caio Collet        | Caio Collet   |
| 11  | Monterey       | Caio Collet   | Caio Collet   | Caio Collet        | Caio Collet   |
| 12  | Portland       | Caio Collet   | Dennis Hauger | Dennis Hauger      | Dennis Hauger |
| 13  | Milwaukee      |               |               |                    |               |
| 14  | Nashville      |               |               |                    |               |

## Classements

### Classement pilotes
| Position | 1er | 2e | 3e | 4e | 5e | 6e | 7e | 8e | 9e | 10e | 11e | 12e | 13e | 14e | 15e | 16e | 17e | 18e | 19e | 20e | 21e |
| Points   | 50  | 40 | 35 | 32 | 30 | 28 | 26 | 24 | 22 | 20  | 19  | 18  | 17  | 16  | 15  | 14  | 13  | 12  | 11  | 10  | 9   |

- Le pilote le plus rapide de chaque session de qualification recevait un point supplémentaire.
- S'il y a deux groupes de qualifications, le pilote ayant fait le meilleur tour dans chacun des groupes obtient 1 point.
- Chaque pilote ayant mené au moins un tour bénéficiait d’un point bonus, tandis que celui ayant mené le plus grand nombre de tours remportait deux points.

| Pos | Pilotes               | STP | ALA | IMS | IMS   | DET | GAT | ROA  | MOH | IOW  | LAG | LAG | POR | MIL | NSH | Points |
| --- | --------------------- | --- | --- | --- | ----- | --- | --- | ---- | --- | ---- | --- | --- | --- | --- | --- | ------ |
| 1   | Dennis Hauger R       | 1L* | 1L* | 8G  | 1G L* | 1L* | 5L  | 2L*  | 1L* | 21L* | 2G  | 16G | 1L* |     |     | 524    |
| 2   | Caio Collet           | 3   | 19G | 2   | 5     | 2   | 3L* | 1G L | 2G  | 4    | 1L* | 1L* | 2   |     |     | 469    |
| 3   | Lochie Hughes R       | 2G  | 3   | 1L* | 2L    | 5G  | 1L  | 3    | 3   | 16   | 6   | 15  | 10  |     |     | 401    |
| 4   | Myles Rowe            | 4   | 4   | 3   | 3     | 18  | 2   | 5    | 10  | 1L   | 4   | 8   | 3G  |     |     | 379    |
| 5   | Josh Pierson          | 9   | 5   | 6   | 9     | 4   | 6   | 4    | 5   | 11   | 3   | 2   | 11  |     |     | 337    |
| 6   | Salvador de Alba      | 5   | 11  | 5   | 4     | 8   | 4   | 8    | 4   | 3    | 19  | 9   | 5   |     |     | 321    |
| 7   | Callum Hedge          | 8   | 18  | 4   | 10    | 11  | 7   | 6    | 6   | 6    | 5   | 3   | 4   |     |     | 314    |
| 8   | Niels Koolen          | 21  | 13  | 18  | 6     | 9   | 10  | 15   | 14  | 5    | 11  | 6   | 6   |     |     | 244    |
| 9   | Jack William Miller   | 16  | 8   | 9   | 19    | 7   | 19  | 7    | 11  | 14   | 7   | 7   | 13  |     |     | 238    |
| 10  | Jordan Missig         | 6   | 12  | 11  | 17    | 12  | 11  | 19   | 7   | 8    | 18  | 10  | 8   |     |     | 232    |
| 11  | Bryce Aron            | 13  | 15  | 15  | 15    | 10  | 14  | 9    | 12  | 9    | 10  | 19  | 19  |     |     | 202    |
| 12  | Sebastian Murray R    | 17  | 16  | 12  | 12    | 6   | 12  | 11   | 18  | Wth  | 17  | 5   | 16  |     |     | 197    |
| 13  | James Roe Jr.         | 20  | 10  | 19  | 11    | 13  | 18  | 14   | 13  | 7    | 14  | 13  | 18  |     |     | 193    |
| 14  | Tommy Smith R         | 15  | 14  | 13  | 21    | 17  | 17  | 17   | 15  | 17   | 13  | 12  | 12  |     |     | 177    |
| 15  | Juan Manuel Correa R  |     |     | 21  | 14    | 3   | 8   |      | 8   | 12   | 15  | 17  | 9   |     |     | 176    |
| 16  | Nolan Allaer          | 19  | 20  | 16  | 20    | 15  | 9   | 16   | 16  | 19   | 9   | 14  | 15  |     |     | 174    |
| 17  | Hailie Deegan R       | 14  | 17  | 17  | 18    | 16  | 16  | 18   | 17  | 18   | 12  | 11  | 17  |     |     | 171    |
| 18  | Liam Sceats R         | 18  | 6   | 7   | 8     | 14  |     | 10   |     |      | 8   | 18  |     |     |     | 162    |
| 19  | Ricardo Escotto       | 10  | 9   | 14  | 16    | 20  | 13  | 13   | 19  | 13   |     |     |     |     |     | 144    |
| 20  | Evagoras Papasavvas R |     | 2   | 10  | 13    |     |     | 12   | 9   |      |     |     |     |     |     | 117    |
| 21  | Max Taylor R          |     | 7   |     |       | 19  |     |      |     | 10   | 16  | 4   |     |     |     | 103    |
| 22  | Nikita Johnson R      | 11  |     | 20  | 7     |     |     |      |     |      |     |     |     |     |     | 55     |
| 23  | Davey Hamilton Jr.    |     |     |     |       |     | 15  |      |     | 15   |     |     |     |     |     | 30     |
| 24  | Jonathan Browne       | 7   |     |     |       |     |     |      |     |      |     |     |     |     |     | 26     |
| 25  | Michael d'Orlando     |     |     |     |       |     |     |      |     |      |     |     | 7   |     |     | 26     |
| 26  | Sophia Flörsch R      | 12  |     |     |       |     |     |      |     |      |     |     |     |     |     | 18     |
| 27  | Nicholas Monteiro R   |     |     |     |       |     |     |      |     |      |     |     | 14  |     |     | 16     |
| Pos | Pilotes               | STP | ALA | IMS | IMS   | DET | GAT | ROA  | MOH | IOW  | LAG | LAG | POR | MIL | NSH | Points |

| Color      | Result                    |
| ---------- | ------------------------- |
| Gold       | Winner                    |
| Silver     | 2nd place                 |
| Bronze     | 3rd place                 |
| Green      | 4th & 5th place           |
| Light Blue | 6th–10th place            |
| Dark Blue  | Finished (Outside Top 10) |
| Purple     | Did not finish            |
| Red        | Did not qualify (DNQ)     |
| Brown      | Withdrawn (Wth)           |
| Black      | Disqualified (DSQ)        |
| White      | Did not start (DNS)       |
| Blank      | Did not participate (DNP) |
| Blank      | Not competing             |

| In-line notation |                                             |
| Bold             | Pole position (1 point)                     |
| G                | Fastest in the group that didn't take pole  |
| Italics          | Ran fastest race lap                        |
| L                | Led a race lap (1 point)                    |
| *                | Led most race laps (2 points)               |
| 1                | Qualifying cancelled no bonus point awarded |
| R                | Rookie                                      |
| RY               | Rookie of the Year                          |

### Championnat des équipes
Système de points
| Position | 1er | 2e | 3e | 4e | 5e | 6e | 7e | 8e | 9e | 10e+ |
| Points   | 22  | 18 | 15 | 12 | 10 | 8  | 6  | 4  | 2  | 1    |

- Les équipes engagées avec une seule voiture ont reçu 3 points bonus pour compenser l’avantage des équipes multi voitures.
- Seuls les deux meilleurs résultats ont été pris en compte pour les équipes alignant plus de deux voitures.

| Pos | Ecurie                           | STP | ALA | IMS | IMS | DET | GAT | ROA | MOH | IOW | LAG | LAG | POR | MIL | NSH | Points |
| --- | -------------------------------- | --- | --- | --- | --- | --- | --- | --- | --- | --- | --- | --- | --- | --- | --- | ------ |
| 1   | Andretti Global                  | 1   | 1   | 1   | 1   | 1   | 1   | 2   | 1   | 2   | 2   | 8   | 1   |     |     | 383    |
| 1   | Andretti Global                  | 2   | 3   | 5   | 2   | 4   | 4   | 3   | 3   | 3   | 6   | 10  | 5   |     |     | 383    |
| 2   | HMD Motorsports                  | 3   | 2   | 2   | 4   | 2   | 3   | 1   | 2   | 4   | 1   | 1   | 2   |     |     | 326    |
| 2   | HMD Motorsports                  | 8   | 5   | 6   | 6   | 3   | 5   | 4   | 4   | 9   | 3   | 2   | 9   |     |     | 326    |
| 3   | Abel Motorsports avec Force Indy | 4   | 4   | 3   | 3   | 11  | 2   | 5   | 7   | 1   | 4   | 7   | 3   |     |     | 177    |
| 4   | Abel Motorsports                 | 5   | 8   | 4   | 7   | 9   | 6   | 6   | 5   | 6   | 5   | 3   | 4   |     |     | 144    |
| 4   | Abel Motorsports                 | 7   | 12  | 8   | 11  | 10  | 8   | 12  | 6   | 7   | 11  | 9   | 8   |     |     | 144    |
| 5   | Chip Ganassi Racing              | 6   | 9   | 11  | 5   | 7   | 7   | 8   | 9   | 5   | 8   | 5   | 6   |     |     | 91     |
| 5   | Chip Ganassi Racing              | 12  | 10  | 12  | 9   | 8   | 11  | 11  | 10  | 8   | 9   | 11  | 12  |     |     | 91     |
| 6   | Miller Vinatieri Racing          | 10  | 6   | 7   | 12  | 6   | 12  | 7   | 8   | 11  | 7   | 6   | 10  |     |     | 87     |
| 7   | Andretti Cape Indy NXT           | 9   | 7   | 9   | 8   | 5   | 9   | 9   | 11  | 10  | 10  | 4   | 7   |     |     | 67     |
| 7   | Andretti Cape Indy NXT           | 11  | 11  | 10  | 10  | 12  | 10  | 10  | 12  |     |     |     | 11  |     |     | 67     |
| Pos | Ecurie                           | STP | ALA | IMS | IMS | DET | GAT | ROA | MOH | IOW | LAG | LAG | POR | MIL | NSH | Points |